# Pfarrer Braun: Ausgegeigt!
Ausgegeigt! ist ein deutscher Fernsehfilm von Jürgen Bretzinger aus dem Jahr 2012. Es handelt sich um die einundzwanzigste Episode der ARD-Kriminalfilmreihe Pfarrer Braun mit Ottfried Fischer in der Titelrolle.

## Handlung
Bischof Hemmelrath verleiht eine Stradivari-Violine aus Kirchenbesitz an eine junge Musikerin. Als das wertvolle Stück gestohlen wird, beauftragt er Pfarrer Braun mit der Wiederbeschaffung. Kurz darauf wird die Musikerin ermordet, und Kommissar Geiger ermittelt.

## Hintergrund
Für Ausgegeigt! wurde an Schauplätzen in Oberbayern gedreht. Die Erstausstrahlung fand Donnerstag, den 11. Mai 2012 auf Das Erste und im ORF 2 statt.

## Kritik
Die Kritiker der Fernsehzeitschrift TV Spielfilm gaben dem Film eine mittlere Wertung, sie zeigten mit dem Daumen zur Seite. Sie fanden in dem Film „die übliche Krimi- und Kirchenfolklore“ und konstatierten: „Zum Glück hat die Reihe inzwischen ausgegeigt.“